# Sân bay Tallinn

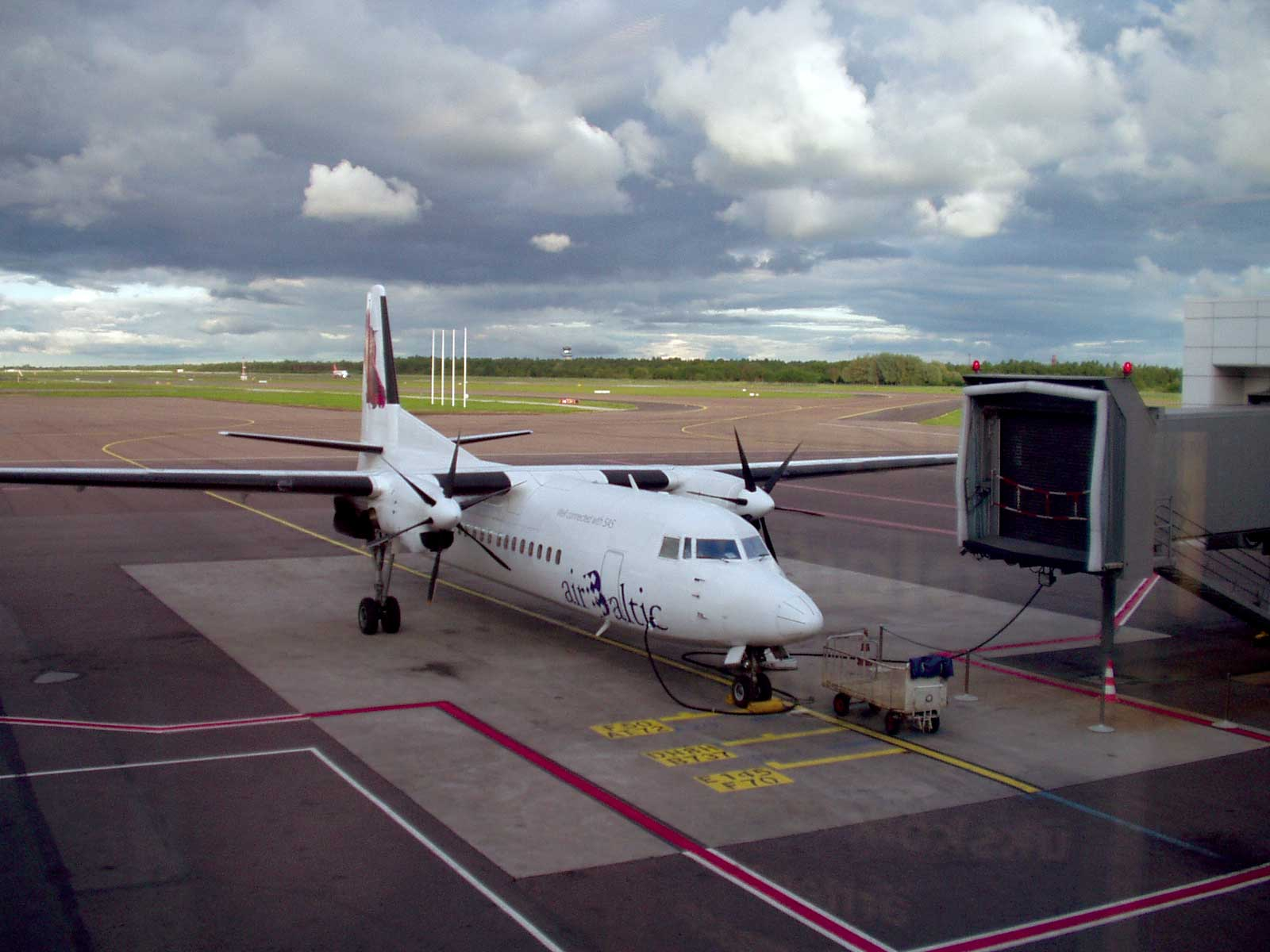
airBaltic Fokker F50 at Tallinn Airport

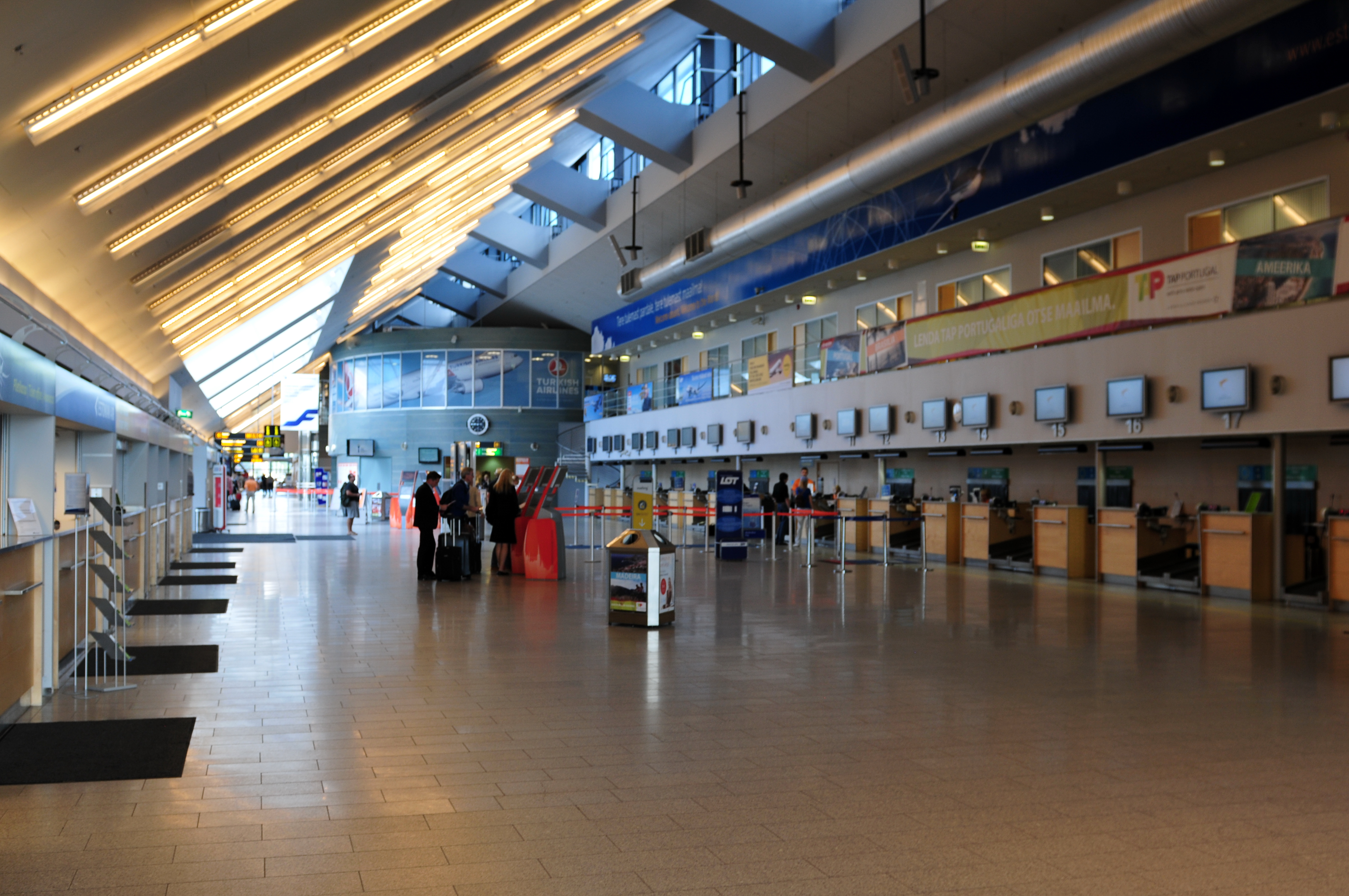
Terminal

Sân bay Tallinn hay Sân bay Ülemiste (IATA: TLL, ICAO: EETN; tiếng Estonia: Lennart Meri Tallinna lennujaam) là sân bay lớn nhất ở Estonia, là căn cứ hoạt động của hãng hàng không quốc gia Estonian Air. Sân bay Tallinn phục vụ cả các chuyến bay nội địa và quốc tế. Sân bay này nằm cách trung tâm Tallinn khoảng 4 km, bên bờ đông của hồ Ülemiste.
Sân bay này có một đường cất hạ cánh có bề mặt asphalt-bê tông dài 3070 m, rộng 45 m, 4 đường lăn và 8 cổng kết nối nhà ga.
Sân bay Tallinn bắt đầu được xây năm 1932, chính thức khánh thành ngày 20 tháng 9 năm 1936, dù sân bay này đã hoạt động trước khi khai trương chính thức. Hiện nay, sân bay này đang được nâng cấp mở rộng

## Số liệu thống kê
Tổng số lượt káhc qua sân bay này tăng bình quân 14,2% mỗi năm kể từ năm 1998. Số liệu này không tính các chuyến bay trung chuyển trực tiếp.
| Năm  | Tổng lượt khách | Tổng lượt chuyến | Tổng trọng lượng hàng |
| ---- | --------------- | ---------------- | --------------------- |
| 1998 | 563.946         | 24.951           | 5.991                 |
| 1999 | 550.747         | 23.590           | 5.326                 |
| 2000 | 559.658         | 23.358           | 4.690                 |
| 2001 | 573.493         | 23.633           | 4.543                 |
| 2002 | 605.697         | 26.226           | 4.292                 |
| 2003 | 715.859         | 25.294           | 5.080                 |
| 2004 | 997.461         | 28.149           | 5.237                 |
| 2005 | 1.401.059       | 33.610           | 9,.937                |
| 2006 | 1.541.832       | 33.989           | 10.361                |
| 2007 | 1.728.430       | 38.844           | 22.764                |

## Hãng hàng không và tuyến bay

### Hành khách
| Hãng hàng không            | Các điểm đến |
| -------------------------- | --- |
| Aegean Airlines            | Theo mùa: Athens |
| Aeroflot                   | Moscow–Sheremetyevo |
| airBaltic                  | Amsterdam, Berlin–Tegel, Brussels kể từ ngày 3/6/2019), Copenhagen kể từ ngày 2 tháng 6 năm 2019), sân bay London–Gatwick, sân bay Oslo–Gardermoen, Paris–Charles de Gaulle, Riga, Stockholm–Arlanda, Vienna, Vilnius Theo mùa: Málaga (từ 1/6/2019), Salzburg (từ 21/12/2019) |
| Belavia                    | Minsk kể từ ngày 30 tháng 5, 2019) |
| Bulgarian Air Charter      | Thuê chuyến theo mùa: Burgas |
| Corendon Airlines          | Thuê chuyến theo mùa: Antalya |
| easyJet                    | Berlin–Schönefeld, London–Gatwick, Milan–Malpensa (ngưng ngày 23 tháng 6 năm 2019; tiếp tục ngày 3 tháng 9 năm 2019) |
| Ellinair                   | Theo mùa: Thessaloniki |
| Finnair                    | Helsinki Thuê chuyến theo mùa: Chania kể từ ngày ngày 25 tháng 6 năm 2019) |
| Freebird Airlines          | Thuê chuyến theo mùa: Antalya (từ 14/6/2019), Gazipaşa |
| GetJet Airlines            | Thuê chuyến theo mùa: Hurghada |
| LOT Polish Airlines        | Warsaw–Chopin |
| Lufthansa                  | Frankfurt |
| Norwegian Air Shuttle      | Oslo–Gardermoen, Stockholm–Arlanda |
| Nordica                    | Brussels, Copenhagen, Kiev–Boryspil, Stockholm–Arlanda, Vienna, Vilnius, Warsaw–Chopin Theo mùa: Constanța, Munich (tiếp tục lại ngày 25/1/2020), Nice, Odessa, Ohrid, Split, Trondheim |
| Onur Air                   | Thuê chuyến theo mùa: Antalya, Hurghada kể từ ngày 22 tháng 10 năm 2019), Sharm El Sheikh kể từ ngày 24 Tháng 10 năm 2019) |
| Pegasus Airlines           | Thuê chuyến theo mùa: Antalya |
| Ryanair                    | Bergamo, Berlin–Schönefeld, Edinburgh, London–Stansted, Malta, Paphos, Weeze Theo mùa: Dublin, Girona |
| Scandinavian Airlines      | Copenhagen, Stockholm–Arlanda |
| SmartLynx Airlines Estonia | Thuê chuyến theo mùa: Agadir, Almería, Antalya, Araxos, Batumi kể từ ngày 27 tháng 6 năm 2019), Bergamo, Burgas, Catania, Corfu, Djerba, Dubai–Al Maktoum, Enfidha, Faro, Friedrichshafen, Fuerteventura, Funchal, Gran Canaria, Heraklion, Hurghada, Kos, Lanzarote, Larnaca, Lisbon kể từ ngày ngày 28 tháng 12 năm 2019), Madrid, Paphos kể từ ngày 2 Tháng 10 năm 2019), Patras kể từ ngày 30 tháng 5 năm 2019), Preveza, Pula, Reus kể từ ngày 4 tháng 9 năm 2019), Rhodes, Rimini kể từ ngày ngày 12 tháng 6 năm 2019), Salzburg, Santorini kể từ ngày ngày 18 tháng 9 năm 2019), Sharm El Sheikh, Tenerife–South, Tirana, Tivat, Trieste kể từ ngày 21 tháng 8 năm 2019), Turin, Varna, Zagreb |
| Tailwind Airlines          | Thuê chuyến theo mùa: Antalya |
| Transaviabaltika           | Kuressaare (PSO), Kärdla (PSO) |
| Turkish Airlines           | Istanbul Thuê chuyến theo mùa: Antalya |
| Wizz Air                   | Kiev–Zhuliany, Kutaisi kể từ ngày 4 tháng 8, 2019), London–Luton |

### Hàng hóa
| Hãng hàng không      | Các điểm đến                |
| -------------------- | --------------------------- |
| Airest               | Helsinki                    |
| ASL Airlines Belgium | Malmö, Turku, Warsaw–Chopin |
| FedEx Express        | Amsterdam                   |
| DHL Aviation         | Gdansk, Leipzig/Halle       |
| UPS Airlines         | Vienna                      |